# Dysmilichia perigeta
Dysmilichia perigeta är en fjärilsart som beskrevs av William Schaus 1904. Dysmilichia perigeta ingår i släktet Dysmilichia och familjen nattflyn. Inga underarter finns listade i Catalogue of Life.